# 兵庫県専修学校一覧
兵庫県専修学校一覧（ひょうごけんせんしゅうがっこういちらん）は、兵庫県の専修学校の一覧。

## 国立専修学校

### 神戸市

#### 西区
- 国立障害者リハビリテーションセンター自立支援局神戸視力障害センター[1]

## 公立専修学校
文部科学省Webサイト内「公立専修学校一覧」より

### 神戸市

#### 長田区
- 兵庫県立総合衛生学院

### 相生市
- 相生市看護専門学校

### 宝塚市
- 宝塚市立看護専門学校

### 加西市
- 兵庫県立農業大学校

### 養父市
- 公立八鹿病院看護専門学校

### 丹波市
- 丹波市立看護専門学校

### 加東市
- 播磨内陸医務事業組合立播磨看護専門学校

### 宍粟市
- 兵庫県立森林大学校

## 私立専修学校
兵庫県庁Webサイト内専修学校一覧より

### 神戸市

#### 北区
- 神戸こども総合専門学院

#### 西区
- 神戸市医師会看護専門学校
- 専門学校トヨタ神戸自動車大学校
- 西神看護専門学校

#### 須磨区
- 専門学校神戸国際ビジネスカレッジ
- 神戸総合医療専門学校

#### 長田区
- 阪神自動車航空鉄道専門学校
- 神戸女子洋裁専門学校

#### 兵庫区
- 神戸理容美容専門学校
- 関西国際旅行・ホテル専門学校

#### 中央区
- 神戸元町医療秘書専門学校
- 神戸元町こども専門学校
- 神戸製菓専門学校
- 神戸YMCA学院専門学校
- 公益社団法人神戸市民間病院協会神戸看護専門学校
- 東亜経理専門学校神戸駅前校
- 神戸リハビリテーション衛生専門学校
- 神戸ベルェベル美容専門学校
- 神戸ファッション専門学校
- 神戸電子専門学校
- 兵庫鍼灸専門学校
- 兵庫県歯科医師会附属兵庫歯科衛生士学院

- 神戸医療福祉専門学校中央校
- 専門学校神戸文化服装学院
- 大原簿記専門学校神戸校
- 神戸国際調理製菓専門学校
- 神戸ブレーメン動物専門学校
- 専門学校東京国際ビジネスカレッジ神戸校
- 神戸・甲陽音楽＆ダンス専門学校
- 神戸・甲陽音楽ダンス＆アート高等専修学校
- 神戸・甲陽デザイン＆テクノロジー専門学校
- 高等専修学校神戸セミナー
- 神戸スバルが丘保育専門学校

#### 東灘区
- BEAUTY ARTS KOBE 日本高等美容専門学校
- 専門学校アートカレッジ神戸
- 神戸動植物環境専門学校
- 愛甲学院専門学校

### 姫路市
- 姫路歯科衛生専門学校
- 日本調理製菓専門学校
- 姫路赤十字看護専門学校
- 専門学校日本工科大学校
- 姫路市医師会看護専門学校
- 姫路福祉保育専門学校
- 日本栄養専門学校
- 姫路情報システム専門学校
- 専修学校クラーク高等学院姫路校

- 姫路理容美容専門学校
- 姫路ハーベスト医療福祉専門学校
- 独立行政法人国立病院機構姫路医療センター附属看護学校
- アルファジャパン美容専門学校
- 姫路情報ITクリエイター法律専門学校
- 大原ビジネス公務員保育専門学校姫路校
- 姫路医療専門学校
- 兵庫徳誠会歯科衛生士学校

### 尼崎市
- 独立行政法人労働者健康福祉機構関西労災看護専門学校
- 尼崎理容美容専門学校
- 育成調理師専門学校
- 興隆学林専門学校

- 関西保育福祉専門学校
- 公益財団法人尼崎健康医療事業財団看護専門学校
- アジア貢献ホスピタリティ専門学校
- 専門学校日本デジタルカレッジ

### 明石市
- 明石医療センター附属看護専門学校
- はくほう会医療専門学校明石校
- ICT専門学校

### 西脇市
- 西脇家政高等専修学校

### 西宮市
- 西宮市医師会看護専門学校
- 平成リハビリテーション専門学校
- 専修学校西宮甲英高等学院

### 芦屋市
- 専修学校クラーク高等学院芦屋校
- 関西健康科学専門学校

### 豊岡市
- 大岡学園高等専修学校

### 赤穂市
- ほくほう会医療専門学校赤穂校

### 高砂市
- ICT専門学校高砂校

### 三田市
- 神戸医療福祉専門学校三田校
- 三田モードビジネス専門学校

### 淡路市
- 関西総合リハビリテーション専門学校

### 南あわじ市
- 平成淡路看護専門学校

### 宍粟市
- 山崎文化専門学校

### 赤穂郡
- 平田調理専門学校

### 川辺郡
- 専修学校猪名川甲英高等学院